# Idro (Lombardia)
Idro (lombardul: Ìder) település Olaszországban, Lombardia régióban, Brescia megyében. Lakosainak száma 1880 fő (2023. január 1.). Idro Bagolino, Capovalle, Treviso Bresciano, Anfo, Bondone, Lavenone és Valvestino községekkel határos.

## Népesség
A település lakossága az elmúlt években az alábbi módon változott:
| Lakosok száma | 1953 | 1933 | 1880 |
|               | 2017 | 2018 | 2023 |